# Винил (радикал)

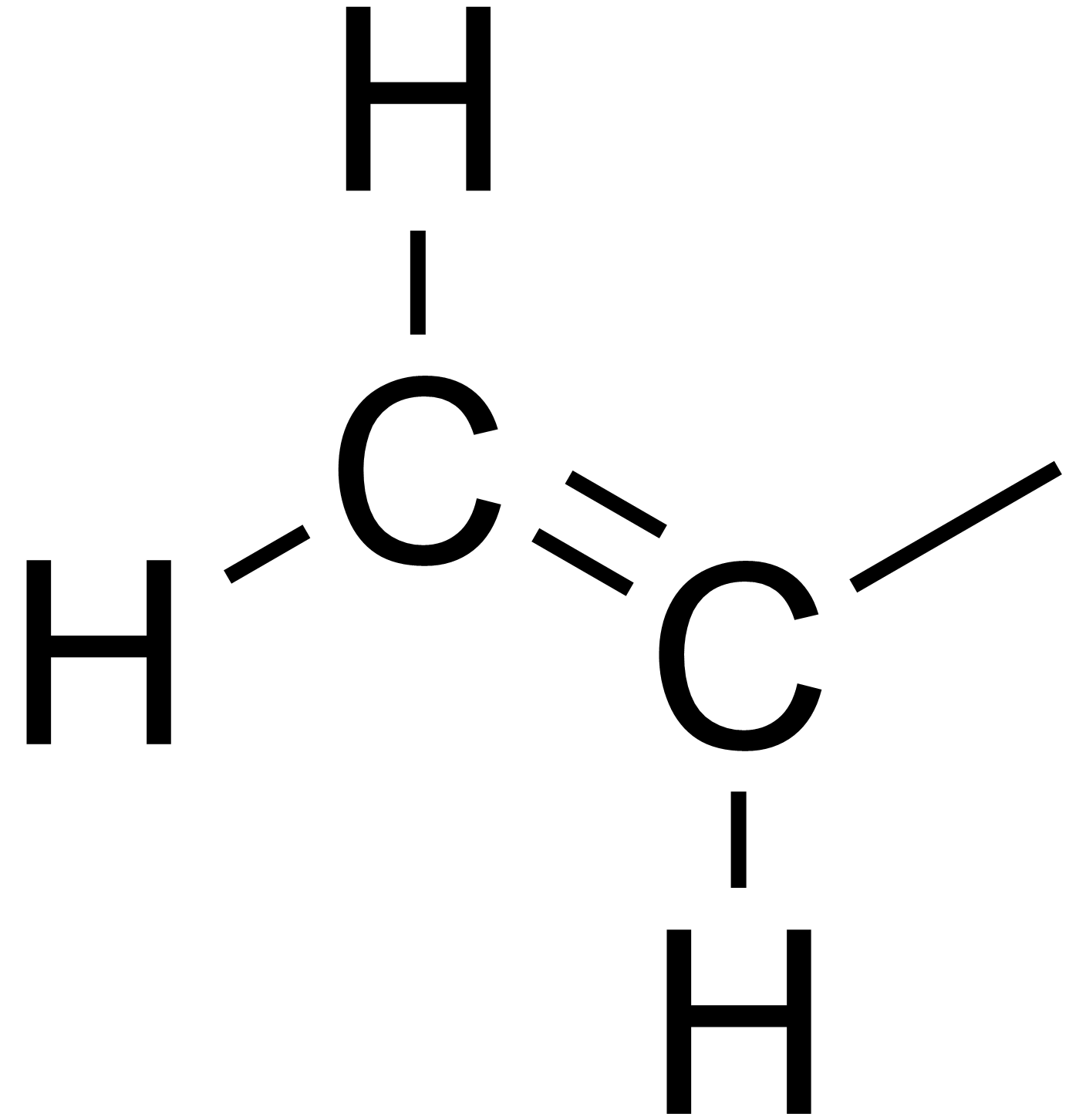
Химическая структура винила

Вини́л (от лат. vinum «вино») — одновалентный углеводородный радикал, производное этилена, в котором один из атомов водорода удалён (CH2=CH-). Аббревиатура — Vi.

## Название
Название указывает на связь радикала с алкоголем (этанолом) и было предложено немецким химиком Германом Кольбе в 1851 году.

## Методы введения
- Присоединение ацетилена, например CH≡CH + HCl → (CH2=CH)-Cl.
- Перевинилирование винилацетатом.

## Свойства
- Винильная группа проявляет большинство цепных реакций алкенов.
- Винильная группа (в отличие от аллильной) легко полимеризуется по радикальному механизму.

## Применение
Радикал винил входит в состав многих полимеров (поливинилхлорид, поливинилацетат). Все эти полимеры нередко тоже называют винил.  Поливинилхлорид (ПВХ) используются для изготовления труб, оформления витрин, создания плакатов, грампластинок, покрытий металлических изделий, презервативов для людей с аллергией на латекс и других изделий.